# Jezero Atitlan
Jezero Atitlán (špansko Lago de Atitlán, španska izgovarjava: [atiˈtlan]) je jezero v gvatemalskem višavju gorovja Sierra Madre de Chiapas. Jezero je v departmaju Sololá v jugozahodni Gvatemali. Znano je kot najgloblje jezero v Srednji Ameriki.

## Ime
Atitlán pomeni 'med vodami'. V jeziku nahuatl je atl beseda za vodo, titlan pa pomeni med; tl na koncu besede atl je opuščen (ker je slovnična pripona) in besede so združene v Atitlán.

## Geografija
Jezero ima največjo globino približno 340 metrov in povprečno globino 154 metrov. Njegova površina je 130,1 km². Veliko je približno 18 km × 8 km s približno 20 km³ vode. Atitlán je tehnično endorheično jezero, ki se napaja iz dveh bližnjih rek in ne odteka v ocean. Oblikujejo ga globoke okoliške strmine in trije vulkani na njegovem južnem bregu. Jezerski bazen je vulkanskega izvora in zapolnjuje ogromno kaldero, ki je nastala zaradi supervulkanskega izbruha pred 84.000 leti. Na kulturo mest in vasi, ki obdajajo jezero Atitlán, je vplivalo ljudstvo Majev. Jezero je približno 50 kilometrov zahodno-severozahodno od Antigve. Ne smemo ga zamenjati z manjšim jezerom Amatitlán.
Jezero Atitlán slovi kot eno najlepših jezer na svetu in je ena najpomembnejših nacionalnih in mednarodnih turističnih znamenitosti Gvatemale. Nemški raziskovalec in naravoslovec Alexander von Humboldt ga je imenoval »najlepše jezero na svetu«, Aldous Huxley pa je o njem slavno zapisal v svoji potopisni knjigi Beyond the Mexique Bay iz leta 1934: »Jezero Como se mi zdi, da se dotika meja dovoljeno slikovitega, toda Atitlán je Como z dodatnimi okrasitvami več ogromnih vulkanov. Res je preveč dobra stvar.«
Območje okoli San Marcosa ima posebej visoke pečine, ki mejijo na jezero, v zadnjih letih pa je postalo znano po potapljanju s pečin.

## Kmetijstvo
Območje podpira obsežne nasade kave in avokada ter različne kmetijske pridelke, predvsem koruzo in čebulo. Pomembni kmetijski pridelki so: koruza, čebula, fižol, buče, paradižnik, kumare, česen, čili verde, jagode in sadje pitaja. Samo jezero je pomemben vir hrane za večinoma avtohtono prebivalstvo.

## Geološka zgodovina
Prva vulkanska aktivnost v regiji se je zgodila pred približno 11 milijoni let in od takrat je regija doživela štiri ločene epizode vulkanske rasti in propada kaldere, od katerih se je zadnja začela pred približno 1,8 milijona let in dosegla vrhunec z nastankom sedanje kaldere. Jezero zdaj zapolnjuje velik del kaldere in doseže globine do 340 m.
Izbruh, ki tvori kaldero, je znan kot izbruh Los Chocoyos in je izvrgel do 300 km³ tefre. Ogromen izbruh je razpršil pepel na območju približno 6.000.000 kvadratnih kilometrov: zaznali so ga od Floride do Ekvadorja in se lahko uporablja kot stratigrafski marker v Tihem in Atlantskem oceanu (znan kot pepel Y-8 v morskih nahajališčih). Chocoyo (pacifiški papagak Psittacara strenuus) je vrsta ptice, ki jo pogosto najdemo med gnezdenjem v relativno mehki plasti pepela.
Od konca Los Chocoyos je nenehna vulkanska dejavnost v kalderi zgradila tri vulkane. Volcán Atitlán leži na južnem robu kaldere, medtem ko Volcán San Pedro in Volcán Tolimán ležita znotraj kaldere. San Pedro je najstarejši od treh in zdi se, da je prenehal bruhati pred približno 40.000 leti. Tolimán je začel rasti po prenehanju izbruha San Pedra in verjetno ostaja aktiven, čeprav v zgodovinskih časih ni izbruhnil. Atitlán se je skoraj v celoti razvil v zadnjih 10.000 letih in ostaja aktiven, njegov zadnji izbruh pa se je zgodil leta 1853.
4. februarja 1976 je Gvatemalo prizadel zelo močan potres (z magnitudo 7,5), ki je ubil več kot 26.000 ljudi. Potres je pretrgal jezersko dno in povzročil podzemno drenažo iz jezera, zaradi česar je gladina vode padla za dva metra v enem mesecu.

## Ekološka zgodovina
Leta 1955 je območje okoli jezera Atitlán postalo narodni park. Jezero je bilo večinoma neznano preostalemu svetu, Gvatemala pa je iskala načine za povečanje turizma in spodbujanje lokalnega gospodarstva. Pan American World Airways je predlagal, da bi bilo naselitev jezera z ribami, ki jih ribiči cenijo, način za to. Zaradi tega je bila leta 1958 v jezero naseljena eksotična tujerodna vrsta, črni brancin (Micropterus). Brancin se je hitro preselil v svoj novi dom in povzročil korenito spremembo vrstne sestave jezera. Plenilska riba je povzročila uničenje več kot dveh tretjin avtohtonih vrst rib v jezeru in prispevala k izumrtju atitlanskega ponirka (Podilymbus gigas), redke ptice, ki je živela le v bližini jezera Atitlán.
Edinstven vidik podnebja je tisto, kar se imenuje Xocomil (iz jezika Kaqchickel, kar pomeni 'veter, ki je odnesel greh'). Ta veter je običajen pozno zjutraj in popoldan čez jezero; to naj bi bilo srečanje toplih vetrov iz Pacifika s hladnejšimi vetrovi s severa. Veter lahko povzroči močno turbulenco vode, ki je dovolj, da se čolni prevrnejo.
Avgusta 2015 se je v jezeru Atitlan ponovno pojavilo gosto cvetenje alg, znanih kot Microcystis cyanobacteria; prvi večji dogodek se je zgodil leta 2009. Za pomanjkanje ukrepov za rešitev jezera so krivili birokracijo. Če se trenutne dejavnosti nadaljujejo brez nadzora, bo jezero zaradi zastrupitve postalo neprimerno za človeško uporabo.

## Kultura
Jezero obkrožajo številne vasi, v katerih še vedno prevladuje kultura Majev in se nosijo tradicionalna oblačila. Maji iz Atitlána so večinoma Tz'utujil in Kaqchikel. Med španskim osvajanjem Amerik so se Kaqchikel sprva povezali z zavojevalci, da bi premagali svoje zgodovinske sovražnike, Tz'utujil in K'iche' Maje, vendar so bili sami osvojeni in pokorjeni, ko niso hoteli plačati davka Špancem.
Santiago Atitlán je največja skupnost ob jezeru in je znan po čaščenju Maximóna, idola, ki je nastal s spojitvijo tradicionalnih majevskih božanstev, katoliških svetnikov in legend o konkvistadorjih. Institucionalizirana podoba Maximóna je pod nadzorom lokalne verske bratovščine in prebiva v različnih hišah svojega članstva v teku leta, najbolj obredno pa se premakne v veliki procesiji med Semana Santa. Več mest v Gvatemali ima podobne kulte, predvsem kult San Simona v Zunilu.
Medtem ko je kultura Majev prevladujoča v večini skupnosti ob jezeru, so Panajachel z leti preplavili gvatemalski in tuji turisti. V 1960-ih je privabilo številne hipije, in čeprav je državljanska vojna povzročila odhod številnih tujcev, se je po koncu sovražnosti leta 1996 število obiskovalcev znova povečalo, gospodarstvo mesta pa je danes skoraj v celoti odvisno od turizma.
Ob jezeru so našli več majevskih arheoloških najdišč. Sambaj, ki je približno 16,7 m pod sedanjo gladino jezera, se zdi, da izvira vsaj iz predklasičnega obdobja. Obstajajo ostanki več skupin stavb, vključno z eno posebno skupino velikih stavb, za katere se domneva, da so bile središče mesta.
Drugo lokacijo, Chiutinamit, kjer so našli ostanke mesta, so odkrili lokalni ribiči, ki so »pod vodo opazili nekaj, kar se je zdelo mesto«. Med nadaljnjimi preiskavami so potapljači iz najdišča našli drobce lončenine, kar je omogočilo datacijo najdišča v pozno predklasično obdobje (300 pr. n. št. – 300 n. št.), natančneje 250 n. št..
Projekt z naslovom Podvodna arheologija v jezeru Atitlán. Sambaj 2003 Gvatemala je nedavno odobrila vlada Gvatemale v sodelovanju s Fundacijo Albenga in Jezerskim muzejem v Atitlánu. Zaradi pomislekov zasebne organizacije, kot je Jezerski muzej v Atitlánu, je bila analizirana potreba po začetku raziskovanja celinskih voda v Gvatemali.
Ni ceste, ki bi obkrožila jezero. Do skupnosti se pride z ladjo ali cestami preko gora, ki imajo lahko kratke podaljške ob obali. Jaibalito je mogoče doseči le z ladjo. Santa Catarina Palopó in San Antonio Palopó sta povezana s cesto do Panajachela. Glavna mesta sicer so Santa Clara La Laguna, San Juan La Laguna in San Pedro La Laguna na zahodu; Santiago Atitlán na jugu; Cerro de Oro na jugovzhodu; in San Lucas Tolimán na vzhodu.
Nedavne študije kažejo, da je bilo obredno mesto, imenovano Samabaj, na otoku, dolgem približno 500 metrov v jezeru Atitlán. Mesto je bilo cenjeno zaradi svoje osupljive povezave s Popol Wuj majevskih ljudstev K'iche'.

## Gvatemalska državljanska vojna
Med gvatemalsko državljansko vojno (1960–1996) je bilo jezero prizorišče številnih strašnih kršitev človekovih pravic, saj je vlada vodila politiko požgane zemlje. Domnevalo se je, da domorodci vsesplošno podpirajo gverilce, ki so se borili proti vladi, in so bili tarča brutalnih povračil. Nekateri verjamejo, da je na stotine Majev iz Santiago Atitlána izginilo med spopadom.
Dva dogodka tega obdobja sta postala mednarodna novica. Eden je bil atentat na Stanleyja Rotherja, misijonarja iz Oklahome, v cerkvi v Santiagu Atitlánu leta 1981. Leta 1990 je spontani protestni pohod do vojaške baze na robu mesta sprejel streljanje, kar je povzročilo smrt 11 neoboroženih civilistov. Mednarodni pritisk je prisilil gvatemalsko vlado, da zapre bazo in razglasi Santiago Atitlán za 'območje brez vojske'. Spomenik v spomin na pokol je bil poškodovan v plazu leta 2005.

## Orkan
Hudourniško deževje orkana Stan je v začetku oktobra 2005 povzročilo veliko škodo po vsej Gvatemali, zlasti okoli jezera Atitlán. Ogromen zemeljski plaz je zasul vas Panabaj ob jezeru, kar je povzročilo smrt kar 1400 prebivalcev, 5000 jih je ostalo brez strehe nad glavo, mnoga trupla pa so zakopana pod tonami zemlje. Po tem dogodku je Diego Esquina Mendoza, župan mesta Santiago Atitlán, skupnost razglasil za množično grobišče: »Tisti, ki jih je pokopal plaz, morda ne bodo nikoli rešeni. Tukaj bodo ostali pokopani, pod petimi metri blata. Panabáj je zdaj pokopališče.«
Štiri leta in pol po orkanu Stan je tropska nevihta Agatha povzročila še več padavin, kar je povzročilo veliko škodo v regiji, kar je povzročilo na desetine smrtnih žrtev med San Lucas Tolimán in San Antonio Palopó. Od takrat so bile ceste ponovno odprte in potovanje v regijo se je normaliziralo.

## Galerija
- Vulkan Atitlan, San Pedro, Toliman & Lago Atitlan izometrični pogled
- Še en pogled z jezera
- Jezero Atitlán, pogled iz mesta San Marcos Guatemala
- Panajachel
- Jezero Atitlan in vulkani z vzhoda
- Pohod z vzhodnega roba do jezera Atitlán-Panajachel
- Staroselci v bližini jezera Atitlán Guatemala
- Solalá
- Domorodna dekleta
- Panajachel